# Pyrrosia madagascariensis
Pyrrosia madagascariensis är en stensöteväxtart som först beskrevs av Carl Frederik Albert Christensen, och fick sitt nu gällande namn av Schelpe. Pyrrosia madagascariensis ingår i släktet Pyrrosia och familjen Polypodiaceae. Inga underarter finns listade.